# Thomas Morton
Thomas Morton (ca. 1576-1647) fue un colonizador estadounidense primitivo originario de Devon, Inglaterra, abogado, escritor y reformador social, famoso por haber fundado la colonia de Merrymount y por su dedicación al estudio de la cultura nativa americana.

## Biografïa

### Primeros años
Thomas Morton nació en Devon, Inglaterra hacia 1576, en una familia conservadora anglicana.
A comienzos del siglo XVII Morton se dedicaba a defender legalmente a campesinos expulsados de sus tierras. Al tiempo comenzó a trabajar al servicio de Ferdinando Gorges, el gobernador del puerto inglés de Plymouth, y un importante emprendedor. Gorges, quien era socio de Sir Walter Raleigh y había tomado parte en la Conspiración de Essex encabezada por Robert Devereux estaba muy involucrado en la economía ‘permisiva’ de los mares, y con importantes intereses comerciales en Nueva Inglaterra será el fundador de la colonia de Maine. Inicialmente Morton le prestó servicios legales en Inglaterra, pero al fracasar sus planes de matrimonio, debido a la influencia de un puritano, en 1618 se decide a convertirse en uno de los "delegados" de George que supervisaban sus intereses comerciales en las colonias. Ninguna de estas experiencias lo predispone bien hacia los puritanos.

### Viaje a América
En 1624 Morton establece en América un puesto de comercio de pieles en tierras cedidas por la tribu local Algonquin, cuya cultura era admirada por Morton diciendo que eran más ‘civilizados y humanitarios’ que sus ‘vecinos europeos intolerantes’. Los puritanos de la colonia de Nueva Inglaterra en Plymouth a su vez lo acusaban a él de vender armas y licor a los nativos a cambio de pieles y provisiones, lo que en esa época era técnicamente ilegal (aunque casi todo el mundo lo hacía). El puesto comercial pronto creció hasta convertirse en una colonia agrícola que se llamó Mount Wollaston (actualmente Quincy, Massachusetts).
Luego de una disputa con su socio Morton queda a cargo de la colonia, a la que renombra como Mount Ma-re (una conjunción de ‘merry’ y ‘the sea’) o simplemente Merrymount. Bajo la "guía" de Morton un proyecto de naturaleza utópica comienza a gestarse, en que los colonizados fueron declarados hombres libres o ‘consociados’, y en el que se intentó desarrollar un cierto grado de integración con la cultura local algonquinense. Sin embargo, el plan de Morton a largoplazo era ‘civilizar aún más’ a la población nativa convirtiéndola en su forma liberal de cristianidad, y proveyéndola de sal para preservar los alimentos en forma gratuita, con lo que ellos podían dejar de vivir de la caza y asentarse en forma permanente. Además él se consideraba un ‘súbdito leal’ de la monarquía británica durante este período, y su objetivo siguió siendo colonial, tal como él lo explica en el Libro 3 de sus memorias New English Canaan que constituyen un manual sobre ‘como no colonizar’, en directa referencia a los Puritanos.
Sin embargo la ‘Cristiandad’ de Morton, fue condenada con énfasis por los puritanos de la colonia de Plymouth vecina ya que sostenían que su forma de comportarse era más que una forma encubierta de paganismo, y sospechaban que él se había ‘convertido en nativo’. Los rumores del escándalo se diseminaron por Merrymount, incluyendo acusaciones de que se producían encuentros sexuales inmorales con mujeres nativas durante lo que se interpretaba como orgías paganas con borracheras en honor de Baco y Afrodita. O como escribió con horror el gobernador puritano William Bradford en su historia Of Plymouth Plantation: "Ellos ... plantaron un May-pole, bebiendo y bailando a su alrededor juntos durante muchos días, invitando a las mujeres indígenas, a guisa de consortes, bailando y rozándose mutuamente y practicando aún cosas más terribles. Como si hubieran revivido las fiestas de la diosa romana Flora, o las prácticas bestiales de las desenfrenadas Bacanales". En honor a la verdad Morton se había limitado a trasplantar el May Day tradicional del West Country a la colonia, y combinarlo con un mito clásico apropiado, adobado de acuerdo a sus propios gustos libertinos, y potenciado por el entusiasmo de sus compañeros colonizados recientemente liberados. A nivel práctico el festival anual de May Day no solo era un reconocimiento a sus colonizados por su esfuerzo pero también una celebración conjunta con las Tribus Nativas y, una posibilidad para los colonos y colonizados de encontrar novias entre la población local. No quedan dudas que la ira de los puritanos estaba también alimentada por el hecho que Merrymount era la colonia de más rápido crecimiento de Nueva Inglaterra y rápidamente se estaba convirtiendo en la más próspera, tanto como productor agrícola como en el comercio de las pieles negocio en el cual la colonia de Plymouth estaba intentando establecer un monopolio. La versión de los puritanos sobre este tema era muy distinta, calificando a la colonia como un nido decadente de buenos para nada que todos los años atraían a “toda al escoria de la región”. O como lo describía en forma más romántica Peter Lamborn Wilson, ‘a Comus-crew de comerciantes de pieles desinfectados, antinomians, mujeres descarriadas, indios y bon-vivants’. Como siempre es muy probable que la realidad estuviera en algún punto medio.
Pero no fue hasta el segundo MayDay en 1628 ‘Revels of New Canaan’, inspirado por la ‘Madre de Cupido’, con sus ‘odas paganas’ a Neptuno y Tritón, como también a Venus y sus hijos lujuriosos, Cupido, Himen y Príapo, su canto incitando a la bebida, y la instalación de un "mástil de Mayo" de 27 m de alto, engalanado en su parte superior con cornamentas de ciervos, que esto fue juzgado excesivo por la ‘Princesa del Limbo’, como Morton les decía a sus vecinos puritanos. La milicia de Plymouth comandada por Myles Standish tomó el pueblo en junio encontrando muy poca resistencia, talaron el mástil Mayo y arrestaron a Morton acusándolo de ‘suministrar armas a los indios’. Se lo colocó en el cepo en Plymouth, se le realizó un juicio y finalmente se lo dejó aislado en las desiertas Islas de Shoals, frente a la costa de Nuevo Hampshire, hasta que un ‘buque inglés lo pueda llevar de regreso a su hogar’, aparentemente porque se pensaba tenía contactos demasiado importantes como para ser puesto en prisión o ser ejecutado (que será posteriormente la pena que se impondrá en la colonia por el delito de ‘blasfemia’). Morton casi se muere de hambre en la isla hasta que sus amigos nativos del continente le proveyeron de alimentos, ellos estaban sorprendidos ante el curso de los acontecimientos, eventualmente Morton recuperó sus fuerzas como para escapar hacia Inglaterra bajo su propia voluntad. La comunidad de Merry Mount sobrevivió sin Morton durante un año, pero su nombre fue cambiado por los puritanos a Mount Dagón, en referencia al maligno dios del mar semítico, y se comprometieron a hacerlo un lugar de sufrimiento. Durante la terrible hambruna invernal de 1629 los pobladores de Nuevo Salem comandados por John Endecott asaltaron las abundantes reservas de maíz de Mount Dagon y destruyeron lo que quedaba del Mástil de Mayo, llamándolo el ‘Becerro de Horeb’ y acusándolo de ser un ídolo pagano. Morton regresó a la colonia al poco tiempo y, al encontrar a la mayoría de sus habitantes dispersos, fue arrestado nuevamente, siendo juzgado una vez más prohibiéndosele regresar a las colonias aunque todo esto sin ningún tipo de proceso judicial. Al año siguiente la colonia de Mount Dagon fue incendiada completamente y Morton fue despachado de regreso a Inglaterra.